# Золотая клюшка (Чехословакия)
Золотая клюшка ЧССР — награда, вручаемая лучшему хоккеисту Чехословацкой элитной лиги с сезона 1968/69 по сезон 1992/93. Награждение "Золотой клюшкой" продолжилось в Чешской Экстралиге после распада Чехословакии на 2 отдельных государства — Чехия и Словакия.

## Лауреаты
- 1969 — Ян Сухи  («Дукла» Йиглава)
- 1970 — Ян Сухи («Дукла» Йиглава)
- 1971 — Франтишек Поспишил (ХК Кладно)
- 1972 — Франтишек Поспишил (ХК Кладно)
- 1973 — Владимир Мартинец (ХК Пардубице)
- 1974 — Иржи Голечек («Спарта» Прага)
- 1975 — Владимир Мартинец (ХК Пардубице)
- 1976 — Владимир Мартинец (ХК Пардубице)
- 1977 — Милан Новы  (ХК Кладно)
- 1978 — Иван Глинка (ХК Литвинов)
- 1979 — Владимир Мартинец (ХК Пардубице)
- 1980 — Петер Штястны («Слован» Братислава)
- 1981 — Милан Новы (ХК Кладно)
- 1982 — Милан Новы (ХК Кладно)
- 1983 — Винцент Лукач (ХК Кошице)
- 1984 — Игор Либа («Дукла» Йиглава)
- 1985 — Иржи Кралик (ХК Готвальдов)
- 1986 — Владимир Ружичка (ХК Литвинов)
- 1987 — Доминик Гашек (ХК Пардубице)
- 1988 — Владимир Ружичка («Дукла» Тренчин)
- 1989 — Доминик Гашек (ХК Пардубице)
- 1990 — Доминик Гашек («Дукла» Йиглава)
- 1991 — Бедржих Щербан («Дукла» Йиглава)
- 1992 — Роберт Швегла («Дукла» Тренчин)
- 1993 — Милош Голань («Витковице»)

## Источник
- The Highest Competition in Czech Republic and Czechoslovakia